# Martin Stettler (Eishockeyspieler)
Martin Stettler (* 10. Januar 1984 in Burgdorf) ist ein ehemaliger Schweizer Eishockeyspieler, der zuletzt bei den SCL Tigers in der Schweizer National League unter Vertrag stand.

## Karriere
Martin Stettler begann seine Karriere als Eishockeyspieler in der Jugend der SCL Tigers, für deren Profimannschaft er in der Saison 2001/02 sein Debüt in der Nationalliga A gab, wobei er in 17 Spielen zwei Strafminuten erhielt. Während seiner Zeit in Langnau spielte er parallel auch für den EHC Visp in der Nationalliga B. Im Sommer 2009 wechselte der Verteidiger zum SC Bern und gewann in der Saison 2009/10 mit den Bernern die Schweizer Meisterschaft. Zur Saison 2011/12 erhielt der Verteidiger erneut einen Kontrakt bei den SCL Tigers.
Stettler verpasste die komplette Saison 2017/18 aufgrund einer Knieverletzung und erhielt daher auch keinen Folgevertrag bei den Tigers. Von 2018 bis 2019 sammelte er Erfahrung als Assistenztrainer der Elite-Junioren des SC Langnau.

### International
Für die Schweiz nahm Stettler an der U18-Junioren-Weltmeisterschaft 2002 sowie der U20-Junioren-Weltmeisterschaft 2004 teil.

## Erfolge und Auszeichnungen
- 2010 Schweizer Meister mit dem SC Bern
- 2015 Meister der National League B mit den SCL Tigers